# 叱列延慶
叱列 延慶（しつれつ えんけい、生年不詳 - 534年）は、中国の北魏の軍人。本貫は代郡西部。

## 経歴
越騎校尉・臨江伯の叱列億弥の子として生まれた。若くして弓や馬を得意とし、胆力があった。523年、直後となり、大都督李崇の下で柔然を討った。528年、爾朱栄に従って洛陽に入り、爾朱栄の下で相州に葛栄を討った。延慶は爾朱世隆の姉婿となり、爾朱栄に親しく遇された。葛栄が捕らえられると、延慶は使持節・撫軍将軍・光禄大夫・仮鎮東将軍・都督・西部第一領民酋長の位を受け、永寧県開国伯に封ぜられた。529年、撫軍将軍のまま恒州刺史に任ぜられた。531年、爾朱世隆が洛陽を掌握すると、延慶は特に重んじられ、散騎常侍・車騎将軍・儀同三司の位を受け、また驃騎大将軍・開府儀同三司に進んだ。まもなく都督恒雲燕朔四州諸軍事・大都督となり、尚書左僕射・山東行台を兼ね、北海郡開国公に改封された。
ときに幽州刺史の劉霊助が爾朱氏にそむいて挙兵し、定州の固城に駐屯した。爾朱世隆は延慶と侯淵に定州で合流させて、劉霊助を討たせた。侯淵は劉霊助の妖術をおそれて、軍を西に帰して堅固な関に拠り、事態の変化を待とうと提案した。延慶は「劉霊助は凡人であり、あやしげな詐術で人々を惑わせているだけだ。戦場では御符や呪術に頼っていて、死力を尽くして戦う相手ではない。我々がいつわって西に帰ると言いふらせば、霊助は必ず信じて油断するから、軍をひそませて襲撃して、一挙に捕らえることができよう」と言った。侯淵は延慶の案に従い、固城の西に出没して、軍を帰すと言いふらさせた。精鋭の騎兵1000を率いて夜間に発し、朝に劉霊助の堡塁に接近して城北で戦うと、劉霊助を斬り、首級を洛陽に送った。延慶は尚書左僕射を兼ねたまま、恒雲燕朔四州行台となった。また使持節・侍中・都督恒雲燕朔定五州諸軍事・定州刺史の位を受けた。
532年、爾朱兆らとともに韓陵で高歓と戦って敗れると、爾朱仲遠とともに石済に逃れた。爾朱仲遠は南に逃れ、延慶は北で高歓に降った。高歓とともに洛陽に入り、また并州におもむいた。後にまた洛陽に入り、孝武帝により中軍大都督に任ぜられた。534年7月、孝武帝が西遷し、高歓が洛陽に入ると、8月に延慶は罪を問われて処刑された。
叱列平は延慶の兄の子にあたる。

## 妻
- 爾朱元静（じしゅ げんせい、501年 - 572年）

## 伝記資料
- 『魏書』巻80 列伝第68
- 『北史』巻49 列伝第37
- 叱列延慶妻爾朱氏墓誌（爾朱元静墓誌）